# 松下治夫
松下 治夫（まつした はるお、1931年（昭和6年）12月 - 2014年（平成26年）10月）は、日本の実業家、芸能プロモーター。芸能事務所の草分け的存在である渡辺プロダクション（通称：ナベプロ）の創業者の一人。

## 来歴・人物
京都府出身。京都府立洛北高等学校卒業。従来、芸能人の地方公演はそれぞれの土地の興行師が実権を握り、不明朗なことが少なくなかった、そこで、タレントを抱えるプロダクションが自らの手で興行を行い、利益と権利を確保しようという狙いのもとに、1955年、当時人気ベーシストであった渡辺晋とその妻美佐と組んで渡辺プロダクションを設立した。
それまでレコード会社の専属抱えだった歌手・作詞家・作曲家を渡辺プロの傘下に集結させ、芸能界初の月給制を導入。1962年10月には渡辺音楽出版を設立させ、松下は制作担当取締役を兼任し、レコード会社で行われていた原盤制作を系列の手で作らせ、プロダクションに莫大な利益をもたらすようにした。この結果、巨大化した渡辺プロはナベプロ帝国と呼ばれ、晋はその総帥として君臨するようになり、松下はそれを陰から支えた。渡辺プロは、政財界にも強力なコネクションを持ち、マスメディアがナベプロを批判することはタブーとなった。
しかし、日本テレビ系列で始まったオーディション番組『スター誕生!』によるホリプロや数年間提携していたジャニーズ事務所など、さらに吉本興業、バーニングプロダクション他のプロダクションの台頭、伊東ゆかり、森進一、木の実ナナ、布施明など人気タレントの相次ぐ独立もあり、1970年代後半から徐々にナベプロ帝国の影響力にかげりが見え始め、1981年、松下は渡辺プロ非常勤取締役を辞職した。
2007年に著した『芸能王国渡辺プロの真実』では、「女性タレントは性格がきつく思い込みが激しく役に入り込むタイプが多い。」、「男に騙されていても本気でのめり込んでしまう場合も多い。」｢恋愛を止めろと言われても止めた女性タレントは一人もいない。」云々女性アイドルの恋愛話等を赤裸々に書き記した内容が話題を呼んだ。

## 経歴
- 1931年12月 - 京都市に生まれる。
- 1951年 - 有限会社渡辺晋プロダクションの設立に参加。
- 1955年1月 - 株式会社渡辺プロダクション発足。
- 1957年 - 株式会社渡辺プロダクション制作部長に就任。
- 1962年10月 - 株式会社渡辺音楽出版の設立に参加　制作担当取締役兼任（1977年4月退任）。
- 1967年11月 - 株式会社アポロン音楽工業の設立に参加　制作担当取締役兼任（1977年4月退任）。
- 1975年 4月 - 株式会社ワーナーパイオニアレコード設立と同時に制作担当取締役就任、兼任（1977年4月退任）。
- 1979年 4月 - 株式会社渡辺プロダクション取締役制作本部長に就任。
株式会社渡辺プロダクション在籍中はタレントのマネージメントの統括を担当。ハナ肇とクレージーキャッツ、ザ・ドリフターズ、ザ・ピーナッツ、布施明、沢田研二、森進一、キャンディーズ等のタレントを輩出する傍ら、テレビ番組・イベントの企画及び制作も担当する。直接企画から関与したテレビ番組には、フジテレビ『新春スターかくし芸大会』、『クイズ・ドレミファドン!』、テレビ朝日『みごろ!たべごろ!笑いごろ!』などがある。
後に株式会社渡辺プロダクション非常勤取締役に就任（1981年退任）。
- 1982年11月 - 株式会社ザ・ライト・カンパニー・ジャパン設立　代表取締役就任（1992年退任）。
株式会社ザ・ライト・カンパニー・ジャパン在籍中は主にミュージカル公演をプロデュースする。
- 1984年 4月 - ブロードウェイミュージカル「アニー」を皮切りに1992年まで日本人キャストによるブロードウェイミュージカル公演を多数手がける。
- 1994年 - 日露交歓コンサート「セルゲイ・L・ドレンスキー　ピアノリサイタル」をプロデュース、東京芸術劇場にて公演。
- 1995年 - 株式会社佐久彌顧問就任。
- 1999年 - 米国スターライト・スターブライト・チルドレンズファウンデーションのチャリティーとして産経新聞社主催「世界スターアート展」を企画制作。海外から250点余りの絵画等を集め、全国の美術館及び有名デパート8ヶ所にて実施する。
- 2001年 - 米国スターライト・スターブライト・チルドレンズファウンデーションのチャリティーとして報知新聞主催「ザ・ワールド・セレブリティーズ・アート・フェア2001」を企画制作。世界の有名人から絵画及びオークション出展品等250点余りを集め、全国デパート等を中心に実施する。
- 2001年 4月 - NPOザ・エンジェルズ・コミティーの理事長に就任。
- 2003年 4月 - 株式会社エナジオアドバイザーに就任。
- 2005年 7月 - スターライト・チルドレンズファンデーション・ジャパン副理事長に就任。
- 2006年 4月 - 同職退任。
- 2006年11月 - 株式会社ワイズメン設立、代表に就任。

## 作品
- 『アニー』 菅野志桜里、猪木寛子（アントニオ猪木・倍賞美津子夫妻の娘）[1]のWキャスト、財津一郎、夏木マリ、上條恒彦、順みつき
- 『ゴールデンボーイ』 錦織一清、西岡徳馬、諸星和己、ミッキー・カーティス
- 『アイ・ドゥ　アイ・ドゥ』 平みち、村井国夫
- 『ザ・スティング』菅原文太、錦織一清、順みつき
- 『ライル』 市川新之助、尾上菊之助
- 『ヴィクターヴィクトリア』 松坂慶子、草刈正雄、いかりや長介
- 『ジプシー』 鳳蘭、宮沢りえ
- 『アプローズ』 鳳蘭、古谷一行、村井国夫
- 『ザ・リンク』夏木マリ、島田歌穂